# اشویل (آلاباما)
اشویل  شهری است در ایالت آلاباما در کشور آمریکا.

## مکان
اشویل در موقعیت () قرار دارد.
با توجه به اطلاعات اداره آمار آمریکا مساحت آن در حدود ۵۰٫۳ کیلومترمربع است.

## مردم‌شناسی
با توجه به آمار سال ۲۰۰۰ جمعیت آن ۲۲۶۰ نفر، ۸۱۴ خانواده در آن ساکن هستند.
تعداد ۹۰۵ واحد خانه در هر مساحت تقریبی (۱۸،۱akm²) قرار دارد.
۲۵،۷% درصد از خانواده‌های فرزند زیر ۱۸ سال داشتند که از این تعداد ۵۶،۶% درصد زوج بوده و ۱۴،۱% درصد زنان بدون شوهر و ۲۵،۲% درصد نیز غیر خانواده بودند.
متوسط درآمد یک خانواده در حدود ۳۸،۳۵۵ دلار آمریکا است و زنان درآمد متوسط ۳۱،۰۸۱ دلار آمریکا و مردان درآمد متوسط ۲۱،۹۱۴ دلار آمریکا بدست می‌آورند.